# Forgive Me (Eric Saade)
Forgive Me è il quarto album in studio del cantante svedese Eric Saade, pubblicato nel 2013. 

## Tracce
1. Till I Break – 5:01
2. Forgive Me – 4:57
3. Coming Home – 3:36
4. Cover Girl Part I – 4:15
5. Cover Girl Part II – 3:40
6. Flashy (con A-Lee) – 3:05
7. In My Head – 3:31
8. We Are Beautiful – 4:37
9. Boomerang – 3:24
10. Marching (In The Name Of Love) – 4:10
11. Stay – 3:58
12. Winning Ground (bonus track) – 4:15
13. Miss Unknown (bonus track) – 4:17